# Astylopogon
Astylopogon is een vliegengeslacht uit de familie van de roofvliegen (Asilidae).

## Soorten
- A. catharinae Meijere, 1913